# Anne Bunte
Anne Bunte (* 23. März 1962 in Lichtenau-Westfalen) ist eine deutsche Ärztin im Öffentlichen Gesundheitsdienst. Sie war Leiterin des Gesundheitsamtes der Stadt Köln und des Gesundheitsamtes des Kreises Gütersloh. Sie war 2020 am Krisenmanagement des Corona-Ausbruchs beim Fleischverarbeiter Tönnies beteiligt.

## Leben
Nach dem Abitur studierte und promovierte sie von 1981 bis 1986 an der Westfälischen Wilhelms-Universität zu Münster mit Studienaufenthalten in den USA und Schottland. Erste berufliche Stationen führten sie sie als Assistenzärztin in die radiologisch-onkologische Abteilung des Dreifaltigkeitshospitals Lippstadt (1989 bis 1994) und als Oberärztin in die Abteilung für Radiologie und Nuklearmedizin im Franziskus Hospital Bielefeld (1994 bis 1995), bevor sie 1996 zum Gesundheitsamt des Kreises Gütersloh wechselte. Ab dem Jahr 2000 leitete sie die Abteilung Gesundheit des Kreises Gütersloh. Ab 2009 war Bunte Leiterin des Gesundheitsamtes in Köln als Nachfolgerin von Jan Leidel. Im April 2019 kehrte sie als Leiterin der Abteilung Gesundheit des Kreises Gütersloh an ihre alte Wirkungsstätte zurück.
Sie ist Mutter von vier Kindern.

## Wirken
Ihre berufliche Tätigkeit wurde geprägt durch das Management diverser epidemischer Lagen, wie Masern, Meningitis, Schweinegrippe (Influenza-A/H1N1) und SARS-CoV. Im Jahre 2020 war sie am Management des „Tönnies-Ausbruchs“ beteiligt. Laut einer 2020 veröffentlichten Recherche von Correctiv ignorierten die Gesundheitsminister in Nordrhein-Westfalen seit 2015 Forderungen nach einer landesweiten Koordinierung bei Gesundheits-Krisen. Der Bericht zitierte Anne Bunte: „Wir haben 2000 in Nordrhein-Westfalen ein Gesetz zum öffentlichen Gesundheitsdienst bekommen, das die kompletten Aufgaben kommunalisiert hat“. Man sei damals davon ausgegangen, dass die Infektionskrankheiten keine Rolle mehr spielten. Als dann SARS, die Vogelgrippe und die Schweinegrippe kamen, waren das die Gründe, „warum wir 2013 mit der Vorbereitung zum Arbeitspapier gestartet sind“. Das Papier enthielt eine Handlungsanweisung für den Krisenfall. Die wichtigste Forderung war, eine zentrale Koordinierung einzurichten. Die Vorschläge wurden jedoch vom Gesundheitsministerium nicht umgesetzt. 2020 fehlte eine operative Steuerung bei der Bewältigung des Covid19-Ausbruches im Kreis Heinsberg und bei Tönnies. Während der COVID-19-Pandemie 2020 habe jedes Gesundheitsamt in Nordrhein-Westfalen eigene Lösungen finden müssen, und, da es keine zentrale Datenbank gab, sei der Abgleich der Daten zwischen den Kommunen mühsam gewesen. In einem Interview im November 2021 mit ZDF heute forderte Bunte die Beibehaltung des rechtlichen Zustands der epidemischen Notlage und klare Botschaften an die Bevölkerung.
Als Expertin war Bunte bei verschiedenen Anhörungen in Ausschüssen des Bundestags gefordert. Sie war als einzige Leiterin eines Gesundheitsamtes Mitglied im Sachverständigenausschuss zur Evaluation der Wirksamkeit der Maßnahmen der Coronapolitik auf der Grundlage des Infektionsschutzgesetzes.  Das Ergebnis legte die Evalutionskommission am 30. Juni 2022 der Bundesregierung vor.
Seit 1999 ist Bunte auch berufsständisch tätig. Sie gehörte dem gewählten Vorstand der Ärztekammerversammlung Westfalen-Lippe sowie der Ärztekammerversammlung Nordrhein an. Als Vorstand der Ärztekammer Westfalen-Lippe gehörte sie 2003 der Enquetekommission des Landtags Nordrhein-Westfalen zur Zukunft einer frauengerechten Gesundheitsversorgung in NRW an. Sie ist regelmäßig Delegierte des Deutschen Ärztetages. Auf dem 119. Deutschen Ärztetag im Jahr 2016 zeigte sie „Wege zur medizinischen Versorgung Geflüchteter am Beispiel der Stadt Köln“ auf. Sie setzt sich für die Vereinbarkeit von Beruf, Familie und Ehrenamt für Frauen ein.
Bis 2022 war sie Landesvorsitzende des Bundesverbands der Ärztinnen und Ärzte des öffentlichen Gesundheitsdienstes, und sie begründete den Förderverein der Akademie für Öffentliches Gesundheitswesen in Düsseldorf mit.

## Publikationen
- Henke, Rudolf, Bunte, Anne, Botzlar, Andreas Benemann, Magdalena: Hrsg.: Henke, Rudolf. Approbation - und danach : ein Leitfaden zum Berufseinstieg für Ärztinnen und Ärzte . Medhochzwei, Heidelberg 2011, ISBN 978-3-86216-053-2 (in der Deutschen Nationalbibliothek.)
- Bunte Anne, Müller Wolfgang: Qualitätsmanagement im kommunalen Gesundheitsdienst. In: Berichte und Materialien, Band 16. Akademie für öffentliches Gesundheitswesen, Düsseldorf 2000.[29]
- Schmitt A., Bunte A., Buddecke E.: Proliferation-Dependent Changes of Proteoglycan Metabolism in Arterial Smooth Muscle Cells. In: De Gruyter, Berlin Januar 1987[2].
- Health care provision for refugees in Germany – one-year evaluation of an outpatient clinic in an urban emergency accommodation, mit Hannah S. Borgschulte, Gerhard A. Wiesmüller, Florian Neuhann, in: BMC Health Services Research; Bd. 18, London 25. Juni 2018, ISSN 1472-6963. doi:10.1186/s12913-018-3174-y
- Denkschrift zur Gründung eines Bundesinstitutes für öffentliche Gesundheit Strukturelle Überlegungen der Deutschen Gesellschaft für Krankenhaushygiene in Abstimmung mit dem Verbund für angewandte Hygiene (VAH)[30]